# 都営バス青梅支所
都営バス青梅支所（とえいバスおうめししょ）は、東京都青梅市森下町に所在する都営バスの営業所（支所）。1949年（昭和24年）8月7日開設。青梅市内を中心に多摩地域の路線を担当する。早稲田営業所の支所であり、正式名称は東京都交通局早稲田自動車営業所青梅支所、営業所記号はW。最寄りバス停留所は「青梅車庫」および「青梅車庫前」。
所属車両のナンバープレートは八王子ナンバー。1985年（昭和60年）2月4日の東京陸運事務所八王子支所（現：八王子自動車検査登録事務所）開設までは、多摩ナンバーで登録されていた。
東京都東大和市奈良橋に大和操車所を設置する。

## 概要
多摩地域の振興を目的として1949年（昭和24年）に開設された。続いて同年には八王子支所が開設されたが、1986年（昭和61年）3月31日に廃止されている。現行の都営バス営業所・支所では唯一、東京23区外に拠点を置いている。また都営バスの現行路線では唯一、埼玉県内に乗り入れる区間がある。
当支所が担当する梅70系統は、都営バスの現行路線で最も距離が長いことで知られ、東京都交通局発行の路線図『みんくるガイド』でも「都営バス最長路線」として案内されている。
森下陣屋（青梅代官所）の跡地に建つ。西東京バスが路線を廃止するまでは「森下」のバス停留所が青梅車庫前（青梅街道上）の位置にあった。

### 運行エリア
- 東京都青梅市
- 東京都西多摩郡瑞穂町、武蔵村山市、東大和市、小平市（梅70系統）
  - 梅70系統は、過去には西東京市（旧保谷市・田無市）、練馬区、杉並区まで運行していた。
- 埼玉県飯能市（梅74系統）

### 乗車・運賃支払方式
青梅支所が管轄する多摩地区の路線では、都区内の均一運賃と異なり対キロ区間制運賃となっている。このため車両や乗車券の扱いなどで、以下のように都区内を走行する路線と異なる部分がある。
配置車両は全て中乗り前降り仕様である。車両前面に「後のり」のプレートが付いている。
- 乗車券類は大和操車所でも購入できる。
- 一部系統（後述）にフリー乗降区間があり、その区間であれば停留所以外での乗降もできる。
- 乗車時に整理券を取り、降車時に運賃を支払う。PASMO・Suica利用時は乗車時・降車時の2回タッチする。運賃箱は両替方式で釣り銭は出ない[3]。
- 運賃表示器（車内案内表示装置）は2画面のLCD式になっており、後払いのため運賃も表示される。都区内では1画面のLCD式またはLED式で運賃は表示されない。

定期券の取り扱い
- PASMOに書き込むIC定期券は利用できない[4]。定期券はすべて紙式・乗車区間指定式で、持参人式を採用していない。
- 定期券を継続購入する場合は車内での予約・受取が可能で、指定の日時の便で代金と引き換えに定期券を発売する。都営バスのホームページには記載はないが、多摩地域の都営バスの停留所には継続購入のみ車内での予約販売を行っている旨の記載がある。
- 都営バス23区内定期券「フリーカード」は全線で利用できない[5]。

一日乗車券の利用可否
- 「都営バス一日乗車券」「都営バスIC一日乗車券」は利用できない[6]。
- 「都営まるごときっぷ」は利用でき、都営まるごときっぷの当日券は車内で購入することも可能[注釈 1][7]。
- 「東京フリーきっぷ」は利用できるが[注釈 1]、販売場所は都営地下鉄と日暮里・舎人ライナー、東京地下鉄（メトロ）、JR23区内の駅のみで、都営バス車内での発売はない[8]。

## 沿革
現在の青梅地区では当支所の路線が中心となっているが、この地ではもともと、青梅自動車を前身とする西武バス青梅営業所（西武日向和田車庫）と、青梅電気鉄道（現：JR青梅線）のバス部門であった奥多摩振興を前身とする西東京バス青梅営業所（今の西東京バス青梅支所）が戦前からバス路線を運行しており、その歴史は大正期から昭和初期の1920年代に遡る。
戦後の1949年（昭和24年）、東京都の多摩地域振興策により青梅支所が開設され、都区内と西多摩を結ぶ301系統（青梅 - 荻窪駅、現：梅70系統）を開業した。1951年（昭和26年）には303系統（青梅 - 成木村役場、現：梅74系統）を開業し、この2系統を所轄していた。
その後、青梅地区でも1970年代からモータリゼーションの進展によりバス事業が衰退し、西武バスと西東京バスで不採算路線の撤退が始まる。
1975年（昭和50年）3月、西武バスは青梅 - 吉野・上成木、青梅 - 駒木町・吹上、青梅 - 小作方面の路線を廃止。東京都交通局が運行を引き継ぎ、都営バス青梅営業所では同年4月7日に青梅 - 吉野・上成木方面を梅76系統として、同年8月1日に青梅 - 駒木町・吹上方面を梅77系統として運行開始した。青梅 - 小作方面は同年8月8日に西東京バスが代替路線を運行開始した。
なお、西武バス青梅営業所は1989年に飯能営業所に統合されて廃止、飯能営業所に残っていた青梅駅発着の2路線も、2001年3月16日の路線再編で青梅駅から撤退している。
こうして民間の不採算路線を肩代わりする形で青梅地区の路線を運行したものの赤字は続き、1984年には沿線市町村から補助金の交付を受けて運行を継続することとなった。また同年には梅70系統を短縮し、終点を阿佐ケ谷駅から田無本町二丁目（現：田無町2丁目）へ変更して都区内への乗り入れがなくなり、都営バスの路線網から青梅支所管内が飛び地化した。
1990年代以降は観光路線として梅01系統、通学路線として梅78系統を運行開始するなどの動きもあったが、梅78系統は2010年に廃止されている。2000年には都営地下鉄大江戸線環状部全通に伴う再編で杉並営業所が支所に降格したため、青梅支所は早稲田営業所の管轄下となった。2015年には梅70系統をさらに短縮し、終点を西武柳沢駅から花小金井駅へ変更して西東京市から撤退した。

### 年表
- 1949年（昭和24年）
  - 8月7日
    - 堀ノ内自動車営業所青梅支所として開設。
    - 301系統（現：梅70系統）を運行開始（青梅 - 荻窪駅）。

  - 12月25日 - 都営バス新宿自動車営業所八王子支所を開設、302系統（→立73系統）を開業。
- 1951年（昭和26年）9月23日 - 303系統（現：梅74系統）を開業。
- 1960年（昭和30年）2月1日 - 301系統を阿佐ケ谷駅まで延伸。
- 1966年（昭和41年）11月30日 - 堀ノ内営業所移転にともない、杉並自動車営業所青梅支所に改称。
- 1972年（昭和47年）11月12日 - 系統番号を変更。301系統を梅70系統、303系統を梅74系統とする。
- 1975年（昭和50年）
  - 4月7日 - 西武バスの廃止代替路線として、梅76系統を開業。
  - 8月1日 - 西武バスの廃止代替路線として、梅77系統を開業。
- 1976年（昭和51年）4月15日 - 青梅駅前への乗り入れを開始。
- 1984年（昭和59年）
  - 4月1日 - 昭和59年度（1984年度）から、路線維持のため沿線自治体から補助金交付を受け始める。
    - 3月31日 - これに伴い、梅70系統の田無本町二丁目（現：田無町二丁目）- 阿佐ケ谷駅間の運行を廃止。

  - 7月 - 都営バス初となる中型車（日野・レインボーRJ）を導入。
- 1985年（昭和60年）
  - 6月19日 - 柳川以北にフリー乗降制度を導入、定期券の車内予約発売を開始。
  - 8月1日 - 運賃支払い方式を前乗り先払い（申告方式）から、中乗り後払い（整理券）方式に変更。
- 1986年（昭和61年）3月31日 - 八王子支所が廃止（廃止時は）。
- 1990年（平成2年）7月22日 - 観光向け路線として、梅01系統を新設。
- 1992年（平成4年） - 梅70系統の終点を田無本町二丁目から西武柳沢駅（停留所名は「柳沢駅前」）へ延伸。
- 1996年（平成8年）4月4日 - 青梅市立成木小学校の通学路線として、梅78系統を運行開始。
- 2000年（平成12年）12月12日 - 杉並営業所の支所格下げにより、早稲田自動車営業所青梅支所に改称。
- 2010年（平成22年）
  - 4月1日 - 梅78系統を廃止[10]。
- 12月 - 全車両の行先表示器LED化を完了。
- 2014年（平成26年） - 梅74系統、梅76系統を減便。
- 2015年（平成27年）
  - 3月31日 - この日をもって、梅70系統の小平合同庁舎前 - 柳沢駅前間の運行を廃止。西東京市から撤退。
  - 4月1日 - この日より、梅70系統の小平合同庁舎前 - 花小金井駅北口間の運行を開始。

## 現行路線

### 梅70系統
- 梅70：青梅車庫 - 青梅駅 - 東青梅駅北口 - 箱根ヶ崎 - 武蔵村山市役所 - 大和操車所 - 東大和市駅 - 新小平駅 - 昭和病院 - 小平合同庁舎 - 花小金井駅北口
- 梅70：青梅車庫 - 青梅駅 - 東青梅駅北口 - 箱根ヶ崎 - 武蔵村山市役所 - 大和操車所 - 東大和市駅
- 梅70：大和操車所 - 東大和市駅 - 新小平駅 - 昭和病院 - 小平合同庁舎 - 花小金井駅北口
- 梅70：青梅車庫 ← 青梅駅 ← 東青梅駅北口 ← 箱根ヶ崎 ← 武蔵村山市役所 ← 大和操車所（初便のみ）
- 梅70：青梅車庫 - 青梅駅 - 東青梅駅北口 - 箱根ヶ崎 - 武蔵村山市役所 - 大和操車所 - 東大和市駅 - 新小平駅 - 小平駅
- 梅70：大和操車所 - 東大和市駅 - 新小平駅 - 小平駅
- 梅70-1：青梅車庫 - 青梅駅 - 東青梅駅北口 - 箱根ヶ崎 - 箱根ヶ崎駅 - 武蔵村山市役所 - 大和操車所 - 東大和市駅 - 新小平駅 - 昭和病院 - 小平合同庁舎 - 花小金井駅北口（日祝運休）

青梅車庫・青梅駅から青梅街道を走行し、青梅市・西多摩郡瑞穂町・武蔵村山市・東大和市・小平市にまたがり西武新宿線花小金井駅まで至る路線で、現行の都営バスおよび都内一般路線バスの最長路線である。なお、都営バスの過去の最長路線では、堀ノ内営業所と西東京バス#奥多摩振興→西東京バス青梅営業所が共同運行していた305系統（新宿駅西口 - 奥多摩湖、全長71.576 km）がある。

長距離路線であるため全線を乗り通す乗客は少ないが、小平地区では公立昭和病院への通院、東大和市駅から青梅側では最寄りの鉄道駅へのアクセスなど、短距離利用がいくつも繋がった結果このような長距離路線となった。東大和市駅から青梅方面は並行する鉄道路線が存在しないため、東大和市駅での折り返し運用を増やす傾向にあり、沿線住民にとって重要な足となっている。武蔵村山市役所 - 東大和市駅間では西武バスと共通乗車券の取り扱いを行っている。

#### 梅70系統の歴史
青梅支所開設後、最初に開通した路線である。1949年（昭和24年）の開通当初は、青梅（現：青梅車庫）停留所を起点に、青梅街道に沿って、北裏・荻窪駅まで足を伸ばしていた。1960年（昭和35年）に阿佐ケ谷駅まで延伸されて路線が完成した。1976年（昭和51年）に青梅駅の停留所を青梅街道上から移設し、青梅駅前への乗り入れを開始した。
昭和59年度（1984年度）より、路線存続のため沿線自治体から補助金を受けることになる。これに伴い、補助金を支出していなかった東京23区と当時の保谷市の区間が廃止されることとなり、1984年3月31日をもって田無本町二丁目（現：田無町二丁目） - 阿佐ヶ谷駅間が廃止された。なお当時の田無市は補助金を支出していたため、田無市と保谷市の市境である田無本町二丁目までに短縮された。なお、終点の停留所名は「田無本町二丁目」であったが、バスの方向幕の行先表示には単に「田無」とだけ書かれていた。
田無本町二丁目停留所は青梅街道上にあり、付近に折り返し設備がないため、到着後はかつて東伏見操車所があった場所まで回送して折り返ししていたが、閉鎖後は西武柳沢駅付近を経由して回送するようになった。そのため、1992年（平成4年）に終点を田無本町二丁目から西武柳沢駅（停留所名は柳沢駅前）へ延伸している。
平成27年度（2015年）より、西東京市が梅70系統への補助金の支出を終了した。これにより西東京市内の区間が廃止されることとなり、2015年3月31日をもって小平合同庁舎前 - 柳沢駅間を短縮。翌4月1日より小平合同庁舎前から花小金井駅（小平市花小金井）へ乗り入れる経路に変更された。

廃止となった小平合同庁舎前 - 柳沢駅間（さらに古くは小平合同庁舎 - 関町二丁目間）には、西武バス吉64系統との重複区間があり、都営バスと西武バスの共通定期券の取り扱いも存在したが、2015年の区間短縮とともに取り扱いを終了している。
2025年（令和7年）4月1日より当面の間、箱根ケ崎駅周辺の青梅街道での道路工事に伴い、松原 - 瑞穂町役場入口間を新青梅街道経由の迂回ルートに変更。途中停留所のうち「箱根ヶ崎駅前」は駅東口から西口へ、「箱根ヶ崎」は新青梅街道上へ移設し、「箱根ヶ崎三丁目」は休止となった。
経路の変遷
1. 1949年（昭和24年）：青梅 (現：青梅車庫) - 青梅駅 (青梅街道上) - 東青梅 - 箱根ケ崎 - 横田 - 大和操車所 - 青梅橋 - 昭和病院 - 花小金井 (現：小平合同庁舎) - 田無町 (現：田無駅入口) - 柳沢駅下 (現：柳沢駅通り)  - 東伏見 - 北裏 - 関町二丁目 - 善福寺 - 荻窪駅
2. 1960年（昭和35年）：青梅 - 青梅駅 (青梅街道上) -〈中略〉- 昭和病院 - 花小金井 - 田無町 - 柳沢駅下 - 東伏見 - 北裏 - 関町二丁目 - 善福寺 - 荻窪駅 - 阿佐ケ谷駅
3. 1976年（昭和51年）：青梅 - 青梅駅前 -〈中略〉- 昭和病院 - 花小金井 - 田無町 - 田無本町二丁目 - 柳沢駅通り - 東伏見 - 北裏 - 関町二丁目 - 善福寺 - 荻窪駅 - 阿佐ケ谷駅
4. 1984年（昭和59年）：青梅車庫 - 青梅駅前 -〈中略〉- 昭和病院 - 小平合同庁舎 - 田無町 (現：田無駅入口) - 田無本町二丁目
5. 1992年（平成4年）：青梅車庫 - 青梅駅前 -〈中略〉- 昭和病院 - 小平合同庁舎 - 田無駅入口 - 田無本町二丁目 - 柳沢駅前
6. 2015年（平成27年）：青梅車庫 - 青梅駅前 -〈中略〉- 昭和病院 - 小平合同庁舎 - 花小金井駅

### 梅74系統

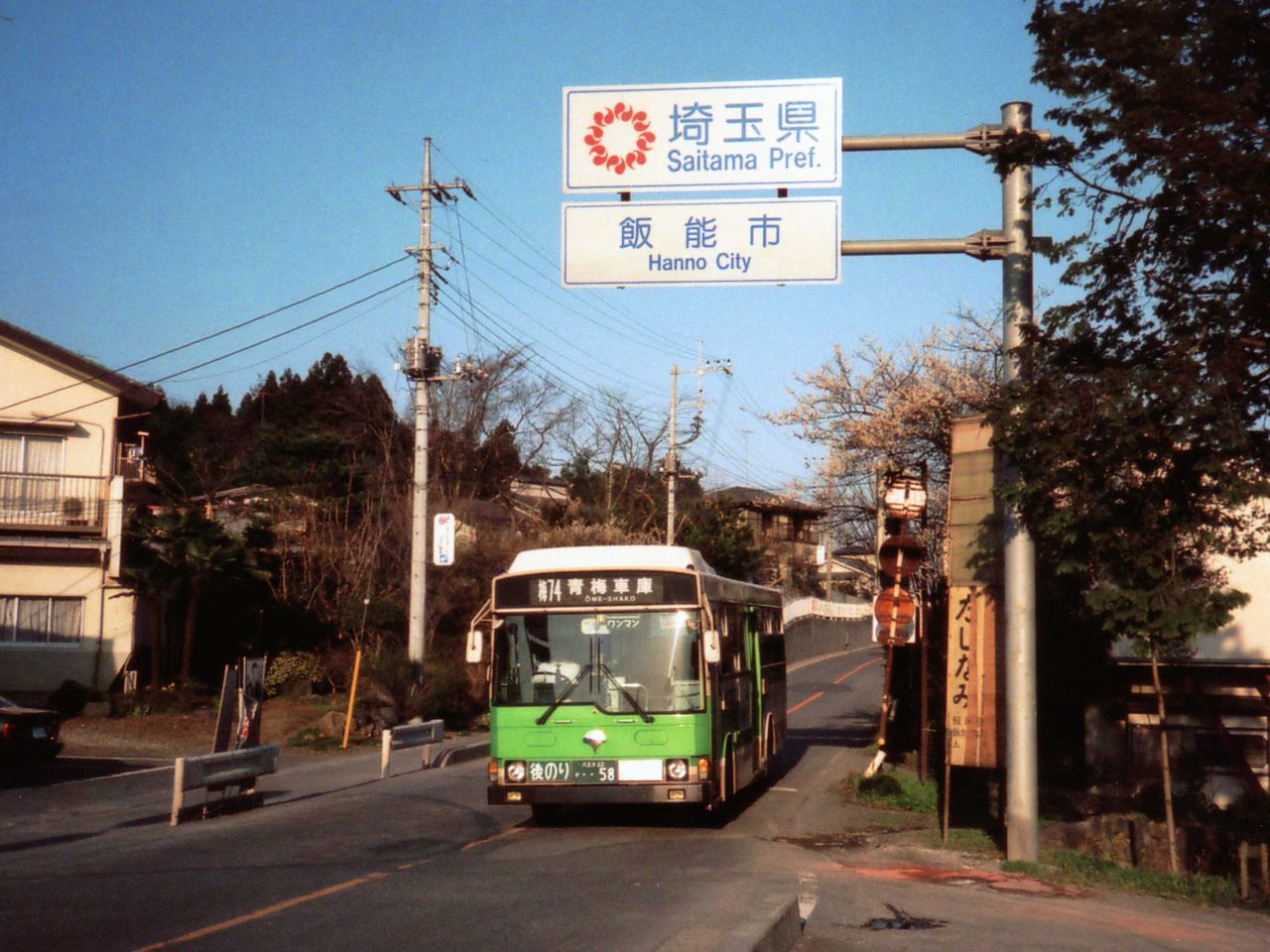
都営で唯一埼玉県内に乗り入れる梅74 (W-P832)

- 梅74甲（成木循環）：裏宿町 - 青梅車庫 - 青梅駅 - 東青梅駅 - 東青梅駅北口 - 柳川 - 青梅第七小学校 - 東京炭鉱 - 岩蔵温泉 - 成木二丁目自治会館 - 成木市民センター - 柳川 - 青梅駅 - 青梅車庫 - 裏宿町
- 梅74乙（成木循環）：河辺駅北口 - 東青梅 - 柳川 - 青梅第七小学校 - 東京炭鉱 - 岩蔵温泉 - 成木二丁目自治会館 - 成木市民センター - 柳川 - 東青梅 - 河辺駅北口

梅74甲・梅74乙ともに成木循環と呼ばれる。後述の梅76甲系統と同様、柳川以北がフリー乗降区間となっており、停留所以外での乗車時は乗務員に挙手をし、降車の際にはブザーを押してから乗務員に直接申告する。並行区間で共通定期券を取り扱う西武バス飯41系統でも柳川 - 岩井堂をフリー乗降区間としている。
青梅支所開設後、2番目に開業した路線である。当時の終点であった成木村役場は、現在の成木市民センターとなっている。

都営バスの現行路線として唯一、東京都外（埼玉県飯能市、上畑・下畑停留所付近）を走行するが、同区間内のみの東京都シルバーパスによる乗降は可能である。この付近では国際興業バス飯11系統と一部並行する（逆に、並行区間は同社唯一の青梅市走行区間が含まれる）。
成木川で毎年初夏に「蛍を見る夕べ」が開催される際には臨時バスが運行され、行先表示器のLEDに蛍のイラストが表示される特別仕様となる。

### 梅76・梅01系統
- 梅76甲：裏宿町 - 青梅車庫 - 青梅駅 - 東青梅駅 - 柳川 - （蜆沢 - 北小曽木 - 蜆沢）- 成木市民センター - 上成木
- 梅76甲：黒沢 → （蜆沢 - 北小曽木 - 蜆沢）→ 成木市民センター → 上成木 (始発のみ)
- 梅76丙：青梅駅 - 万年橋 - 吉野梅林 - 奥多摩橋 - 吉野
- 梅01（玉堂美術館循環）：青梅駅 → 万年橋 → 吉野梅林 → 奥多摩橋 → 吉野 → 軍畑駅入口 → 沢井駅入口 → 御嶽駅 → 玉堂美術館 → 櫛かんざし美術館前 → 柚木町三丁目 → 吉野 →（同一経路で戻る）→ 青梅駅

梅76系統（吉野 - 上成木）は、1975年4月7日に西武バスの廃止代替で開業した路線。1985年に青梅車庫 - 上成木、東青梅駅・青梅駅 - 吉野の2系統に分割された。
1990年7月22日、梅01系統（玉堂美術館循環）を観光向け路線として新設した。青梅駅と吉野梅郷、玉堂美術館を結び、清酒「澤乃井」で知られる小澤酒造が運営する「櫛かんざし美術館」を経由する。当初は3月から11月の休日と都民の日（10月1日）のみの運行だったが、その後は土休日の通年運行となった。2005年4月1日、吉野 → 玉堂美術館前の経路を御嶽駅経由に変更し、反時計回りの循環運転とした。
梅76甲の北小曽木停留所は本線から分岐しており、一部の便は経由しない。上成木停留所は「高水山登山口」の副名称が付けられ、東京都交通局発行の路線図『みんくるガイド』では「都営バス最高地点」と案内されている。
上成木行きの便は本数が非常に少ない。朝方には黒沢始発の上成木行きが設定されている。吉野行きの梅76丙は、平日は1時間に3 - 4本、土休日は1時間に1 - 2本の運行本数が確保されている。
この他、かつては河辺駅北口 - 上成木間を結ぶ梅76乙系統も存在したが、2014年4月1日に廃止された。

### 梅77系統

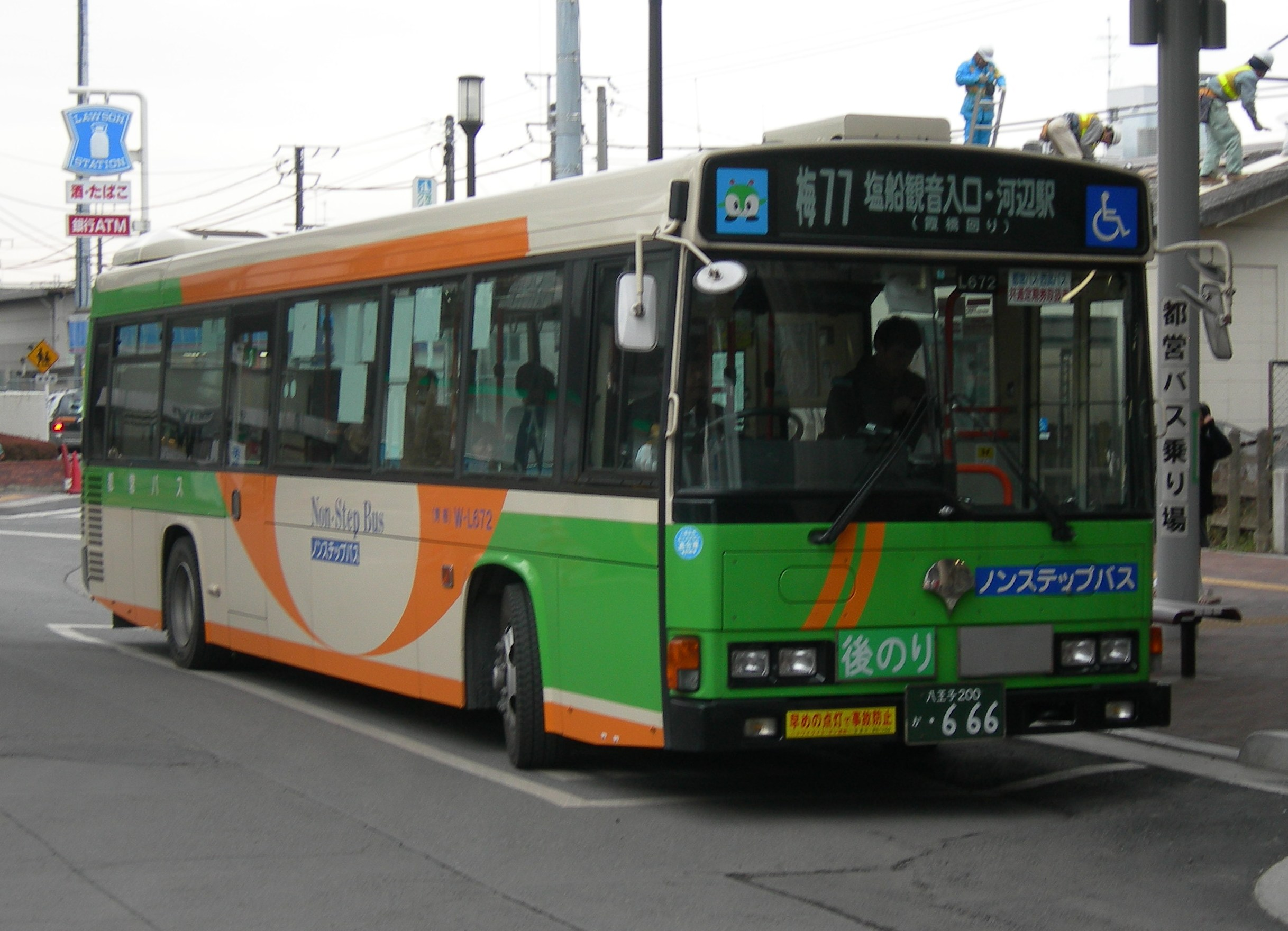
梅77甲折返 (W-L672)

- 梅77甲：裏宿町 - 青梅車庫 - 青梅駅 - 東青梅 - 塩船観音入口 - JA西東京 - 河辺駅北口
- 梅77甲：裏宿町 - 青梅車庫 - 青梅駅
- 梅77甲：青梅駅 - 青梅車庫
- 梅77甲折返（塩船観音入口循環）：河辺駅北口 - JA西東京 - 塩船観音入口 - 吹上しょうぶ公園入口 - 河辺駅北口
- 梅77乙（駒木町循環）：青梅駅 - 千ヶ瀬 - 駒木町 - 万年橋 - 青梅駅
- 梅77丙：青梅駅 - 万年橋 - 駒木町 - 青梅市役所 - 東青梅駅
- 梅77丁：青梅駅 - 東青梅駅 - 青梅総合病院 - 河辺駅南口

梅76の開業後、同様に西武バスの廃止代替として開業した路線。裏宿町・青梅駅前から河辺駅前・吹上地区を結ぶ路線と、青梅駅前から駒木町地区を通る路線からなる。
梅77甲折返（塩船観音入口循環）は、河辺駅北口を起終点とする循環路線で、内回り・外回りがある。

## 廃止路線

### 梅78系統
- 梅78：成木小学校（構内） - 成木小学校 - 成木五丁目自治会館 - 上成木 - 佐藤塚 - 夕倉 - 北小曽木 - 蜆沢（えびさわ）

1996年4月4日に、青梅市立成木小学校への通学目的として開設された。同校は通学範囲が非常に広い上、学区内に採石場が点在することから大型ダンプカーの通行量が多く、児童の登下校が徒歩などでは困難かつ危険であるため新設された。ダイヤは成木小学校の始業・終業時間に合わせて設定されており事実上のスクールバスではあったが、一般路線であるため成木小の児童・関係者以外の一般客の利用も可能であった。2010年4月1日付で廃止。
こうした成り立ちのため、この路線には他の路線では見られない特徴が多く見られた。
- 車内路線図や東京都交通局発行のバス路線図『みんくるガイド』には、この路線が一切記載されていなかった（2001年頃の車内路線図には掲載されていた）。
- 運行ダイヤが前日にならないと決まらないため、梅78系統しか通らない夕倉・佐藤塚はもちろん、他路線が通る各バス停の時刻表には運行時刻表の記載がなかった。
- 成木小学校のバス停は、梅74系統が停車する成木街道上のバス停ではなく、学校脇の駐車場に専用停留所が存在した。
- 成木小学校からの帰り便は「蜆沢」ではなく「北小曽木」の行先を表示した。
- 整理券を発行しなかった。このため一般客が乗車した場合は、降車の際に乗車地を運転士に申告して運賃を支払っていた。

## 車両
かつては日野自動車（車体は純正の帝国車体→日野車体）が指定メーカーだったが、2024年現在はいすゞエルガと三菱ふそう・エアロスターが在籍する。
1984年度（N代）に都営バス初の中型車として、青梅支所では日野・レインボーRJ（P-RJ172BA）を導入した。同時に八王子支所でもいすゞ・ジャーニーK (P-LR312J)を導入している。これらは多摩地区の利用状況に応じ採算面で中型化したものだが、双方とも冷暖房車での導入となり旅客サービス面では向上した。これにより経年車のモノコックバスを置き換えた。その後、1993年度まではレインボーRJ（初代・2代目）の導入が続いたが、青梅市内の利用者増があったため、1993年度（Z代）・1994年度（A代）には大型車の日野・ブルーリボン (U-HT系)が投入された。
2001年度（H代）と2003年度（L代）には、日野・レインボーHR (10.5m車、KL-HR系)も投入され、青梅支所初のノンステップバスとなった。
車両は長らく日野自動車製のみであったが、交通局の車両購入方法が指定メーカー製から入札制に変更されたため、2006年度（P代）に青梅では初の日野以外の車種として日産ディーゼル工業（現：UDトラックス）製のスペースランナーRAを4台投入し、合わせて青梅支所にも尿素水補給設備が設置された。翌2007年度（R代）は再び日野車となり、ブルーリボンII（いすゞ・エルガとの統合モデル車）が投入された。これに伴い、同年10月限りで青梅支所からツーステップの大型路線車が全廃となった。その後、最後に残ったD代の中型車も都区内から転属のレインボーHRによって除籍され、青梅支所からツーステップバスと方向幕が絶滅した。
2008年度（S代）からは、レインボーRJ（C代）の代替でいすゞ・エルガミオが導入された。しかし中型ノンステップ車は従来の中型車と比べて収容力に難があるため青梅では混雑時に使いづらいこともあり、品川営業所の市01系統専用車である日野・レインボーと三菱ふそう・エアロミディを置き換えるため全車転出、入れ替わりに都区内からレインボーHRが転入した。これらHRの転入元は品川、小滝橋、早稲田、巣鴨、大塚、南千住、江戸川、臨海、深川と多岐にわたる。この結果、青梅支所ではレインボーHRが過半数を占めるようになったが、そのHRのうちK578、579、581、589号車の4台は2014年4月に梅76系統の一部が再編された際に臨海支所へと転出している。特定車を除けば都区内から青梅に移り、再び都区内に出戻る例はこれが初のケースである。
2015年度（A代）からは、いすゞ・エルガが導入された。2016年度（B代）にはいすゞ・新型エルガ（LV290）が導入。その後、2019年度（E代）にもLV290が導入され、レインボーHRは全廃となり、全車が大型ノンステップバスとなった。さらに、2022年度（H代）には三菱ふそう・エアロスターが導入され、スペースランナーRAと日野・ブルーリボンIIを置き換えた。

### 仕様
都営バスでは唯一中乗り・前降り仕様となっている。このため行先表示器や定員などに都区内仕様車との違いが見られる。座席配置は23区内でラッシュ型へ移行した後も都市型で導入された。(そのためA代以前の車は常設の前向き1人掛け席が全くない他B代以降もフラット部のみ)山間部が多いこともあり高出力仕様で導入された車も存在するなど新車発注の入札時には都区内用とは別に青梅仕様として記載され別枠で一括入札が行われる。青梅支所に新製配置された車両のほか、都区内の営業所から転属した車両も存在するが、転属車は側面の車外スピーカーが増設され、前扉後ろと中扉前の2箇所に設置され判別点となっている。
方向幕は、かつては都区内と同じ白地で後面も起終点併記だったが、1988年に黒地・白文字に変更され、後面は深川や品川営業所、港南支所の車両と同様に系統番号と行先のみの表示であった。
音声合成装置はクラリオン製が使用されていたが、レゾナント・システムズに変更されている。

## 備考
- 梅70系統は都営バス最長系統ということもあり、多数の書籍で取り上げられている。
  - 椎名誠のエッセイ「突然的帝都縦断101キロ1520円の旅」では、田無本町二丁目（当時）から青梅車庫まで、梅70系統を全線乗り通した様子が書かれている[16]。
- ゲームソフト『東京バス案内』で、梅76甲系統の東青梅駅 → 柳川 → 上成木（北小曽木は経由せず）が再現されている。